# Uriunceustreptus afemorispinus
Uriunceustreptus afemorispinus är en mångfotingart som beskrevs av Zhang och Chang 1990. Uriunceustreptus afemorispinus ingår i släktet Uriunceustreptus och familjen Harpagophoridae. Inga underarter finns listade i Catalogue of Life.